# Landu Bakala
Landu Bakala (ur. 3 marca 1992) – piłkarz kongijski grający na pozycji bramkarza. Jest zawodnikiem klubu MK Etanchéité.

## Kariera klubowa
Bakala jest zawodnikiem klubu MK Etanchéité.

## Kariera reprezentacyjna
W 2013 roku Bakala został powołany do reprezentacji Demokratycznej Republiki Konga na Puchar Narodów Afryki 2013.